# Garelli KL125 / KL150
Garelli KL125 und Garelli KL150 waren leichte Motorräder des italienischen Herstellers Garelli, die zwischen 1965 und 1970 produziert wurden. Sie wurden als sportliche Viertaktmaschinen mit Parilla- bzw. Aermacchi-Motoren gebaut und waren für den internationalen Markt bestimmt, insbesondere für den Export in die USA.

## Modelleinordnung
Die Modelle KL125 und KL150 wurden unter dem Namen „Rex“, „Gran Premio“ oder „Gladiator“ vertrieben. Besonders in den USA erfreuten sie sich wegen ihrer sportlichen Linienführung und ihrer für damalige Verhältnisse guten Fahrleistungen einiger Beliebtheit. Beide Maschinen hatten Viertaktmotoren und stellten eine leistungsstärkere Alternative zu den 50- und 100-cm³-Krafträdern von Garelli dar. Äußerlich unterschieden sich die Viertaktmotoren durch den stehenden Zylinder der KL125 und den liegenden Zylinder der KL150.

## Technische Daten
|                       | Garelli KL125 Gran Premio (1967) | Garelli KL150 Gladiator (1969)      |
| --------------------- | -------------------------------- | ----------------------------------- |
| Motor                 | Viertakt, Parilla-Einzylinder    | Viertakt OHV, Aermacchi-Einzylinder |
| Bohrung × Hub         | 56 mm × 50 mm                    | 60 mm × 54 mm                       |
| Hubraum               | 124 cm³                          | 148 cm³                             |
| Leistung              | 11 PS bei 7800/min               | 12,5 PS bei 8000/min                |
| Verdichtung           | 8,5 : 1                          | 9 : 1                               |
| Vergaser              | Dell’Orto UB 22                  | Dell’Orto UB 24                     |
| Getriebe              | 4-Gang mit Fußschaltung          | 4-Gang mit Fußschaltung             |
| Kupplung              | Ölbad-Mehrscheibenkupplung       | Ölbad-Mehrscheibenkupplung          |
| Antrieb               | Kette                            | Kette                               |
| Radführung vorn       | Teleskopgabel                    | Teleskopgabel                       |
| Radführung hinten     | Schwinge mit Federbeinen         | Schwinge mit Federbeinen            |
| Bremsen               | Trommelbremsen                   | Trommelbremsen                      |
| Reifen                | 2.75 × 18 Zoll                   | 2.75 × 17 Zoll                      |
| Höchstgeschwindigkeit | ca. 110 km/h                     | ca. 120 km/h                        |
| Tankinhalt            | ca. 11 l                         | ca. 11 l                            |
| Leergewicht           | ca. 105 kg                       | ca. 112 kg                          |

## Varianten
- 1965–1967: Garelli KL125 Rex – Parilla 124 cm³, 4-Takt, 4-Gang, 18-Zoll-Räder
- 1967–1970: Garelli KL125 Gran Premio – verbesserte Ausführung mit Dell’Orto UB22
- 1967–1970: Garelli KL150 Gladiator – Aermacchi-Motor, 148 cm³, 4-Takt, 4-Gang, 17-Zoll-Räder